# Phare de Djarylhatch
Le phare de Djarylhatch, en ukrainien Джарилгацький маяк, est un phare situé dans la mer Noire, au sud de l'oblast de Kherson, en Ukraine.
C'est un important phare situé sur la pointe occidentale de l'île de Djarylhatch. Il est haut de vingt-quatre mètres et fut construit en 1902 avec des matériaux venant de Paris.